# Districtul Sai Mun
Sai Mun (în thailandeză ทรายมูล) este un district (Amphoe) din provincia Yasothon, Thailanda, cu o populație de 31.092 de locuitori și o suprafață de 272,8 km².

## Componență
Districtul este subdivizat în 5 subdistricte (tambon), which comprise 53 de sate (muban).
| Nr. | Nume       | În thailandeză | Sate | Locuitori |
| --- | ---------- | -------------- | ---- | --------- |
| 1.  | Sai Mun    | ทรายมูล         | 16   | 4,890     |
| 2.  | Du Lat     | ดู่ลาด           | 12   | 4,426     |
| 3.  | Dong Mafai | ดงมะไฟ         | 9    | 5,740     |
| 4.  | Na Wiang   | นาเวียง         | 7    | 3,958     |
| 5.  | Phai       | ไผ่             | 9    | 5,900     |